# Dendrophthora macbridei
Dendrophthora macbridei är en sandelträdsväxtart som först beskrevs av Paul Carpenter Standley, och fick sitt nu gällande namn av J. Kuijt. Dendrophthora macbridei ingår i släktet Dendrophthora och familjen sandelträdsväxter. Inga underarter finns listade i Catalogue of Life.